# Campionati africani di badminton 2011
I Campionati africani di badminton 2011 si sono svolti a Marrakech, in Marocco, dal 4 al 22 maggio 2011. È stata la 16ª edizione del torneo, organizzato dalla Badminton Confederation of Africa.

## Podi
| Evento              | Oro                             | Argento                       | Bronzo                             |
| Singolare maschile  | Jinkam Ifraimu                  | Ola Fagbemi                   | Edwin Ekiring                      |
| Singolare maschile  | Jinkam Ifraimu                  | Ola Fagbemi                   | Willem Viljoen                     |
| Singolare femminile | Stacey Doubell                  | Kerry-Lee Harrington          |                                    |
| Singolare femminile | Stacey Doubell                  | Kerry-Lee Harrington          | Susan Ideh                         |
| Doppio maschile     | Dorian James Willem Viljoen     | Jinkam Ifraimu Ola Fagbemi    | Eneojo Abah Victor Makanju         |
| Doppio maschile     | Dorian James Willem Viljoen     | Jinkam Ifraimu Ola Fagbemi    | Abdelrahman Kashkal Ali El Khateeb |
| Doppio femminile    | Michelle Edwards Annari Viljoen | Maria Braimah Susan Ideh      | Hadia Hosny Dina Nagy              |
| Doppio femminile    | Michelle Edwards Annari Viljoen | Maria Braimah Susan Ideh      | Karen Foo Kune Kate Foo Kune       |
| Doppio misto        | Willem Viljoen Annari Viljoen   | Dorian James Michelle Edwards | Eneojo Abah Grace Gabriel          |
| Doppio misto        | Willem Viljoen Annari Viljoen   | Dorian James Michelle Edwards | Adamu J Grace Daniel               |
| Squadra mista       | Sudafrica                       | Nigeria                       | Mauritius                          |
| Squadra mista       | Sudafrica                       | Nigeria                       | Egitto                             |